# Лысково (Тверская область)
Лыско́во — деревня в Краснохолмском районе Тверской области. Относится к Глебенскому сельскому поселению, до 2006 года — в составе Ивакинского сельского округа. Расположена в 11 километрах к юго-востоку от районного центра города Красный Холм.
В 1997 году — 16 хозяйств, 28 жителей. Входит в колхоз «Искра», в 2008 г. - 13 жителей.
В деревне Лысково Весьегонского уезда Тверской губернии родился Герой Советского Союза, лётчик-истребитель Алексей Иванович Никитин (1918—1954). В 1934 году окончил 7 классов Турковской неполной средней школы, затем уехал в Москву. Дом, где родился Никитин, является памятником истории, и находится под охраной государства.